# ドーン・アップショウ
ドーン・アップショウ（Dawn Upshaw, 1960年7月17日 - ）はアメリカ合衆国のソプラノ歌手。「ロサンゼルスタイムズ」誌に「もっとも重要な演奏者の一人」と称されたこともあり、またグラミー賞を複数回受賞していて、多くの著名な作曲家が彼女を称賛する記事を寄せた。2006年からバード大学の声楽科で主任を務めた。2007年9月25日にはマッカーサー財団から補助金を与えられた。現在は結婚して2児の母であり、ニューヨーク近郊で暮らしている。

## 受賞歴
- 1989年グラミー賞Best Classical Vocal Soloist　（受賞作品：バーバー『ノックスヴィル、1915年の夏』）
- 1991年グラミー賞Best Classical Vocal Soloist　（受賞作品：The Girl With Orange Lips ）
- 2003年グラミー賞Best Chamber Music Performance　（受賞作品：ベルク：抒情組曲）
- 2006年グラミー賞Best Opera Recording　（受賞作品：Golijov: Ainadamar: Fountain Of Tears）